# دوتينخيم
دوتينخيم Doetinchem  هي مدينة وبلدية بمقاطعة خيلدرلند، هولندا.

## طوبوغرافيا
خريطة طوبوغرافية هولندية لبلدية كولمبورخ، مارس 2014، (تقرأ بعد ثلاث نقرات على الخريطة).

## معرض صور

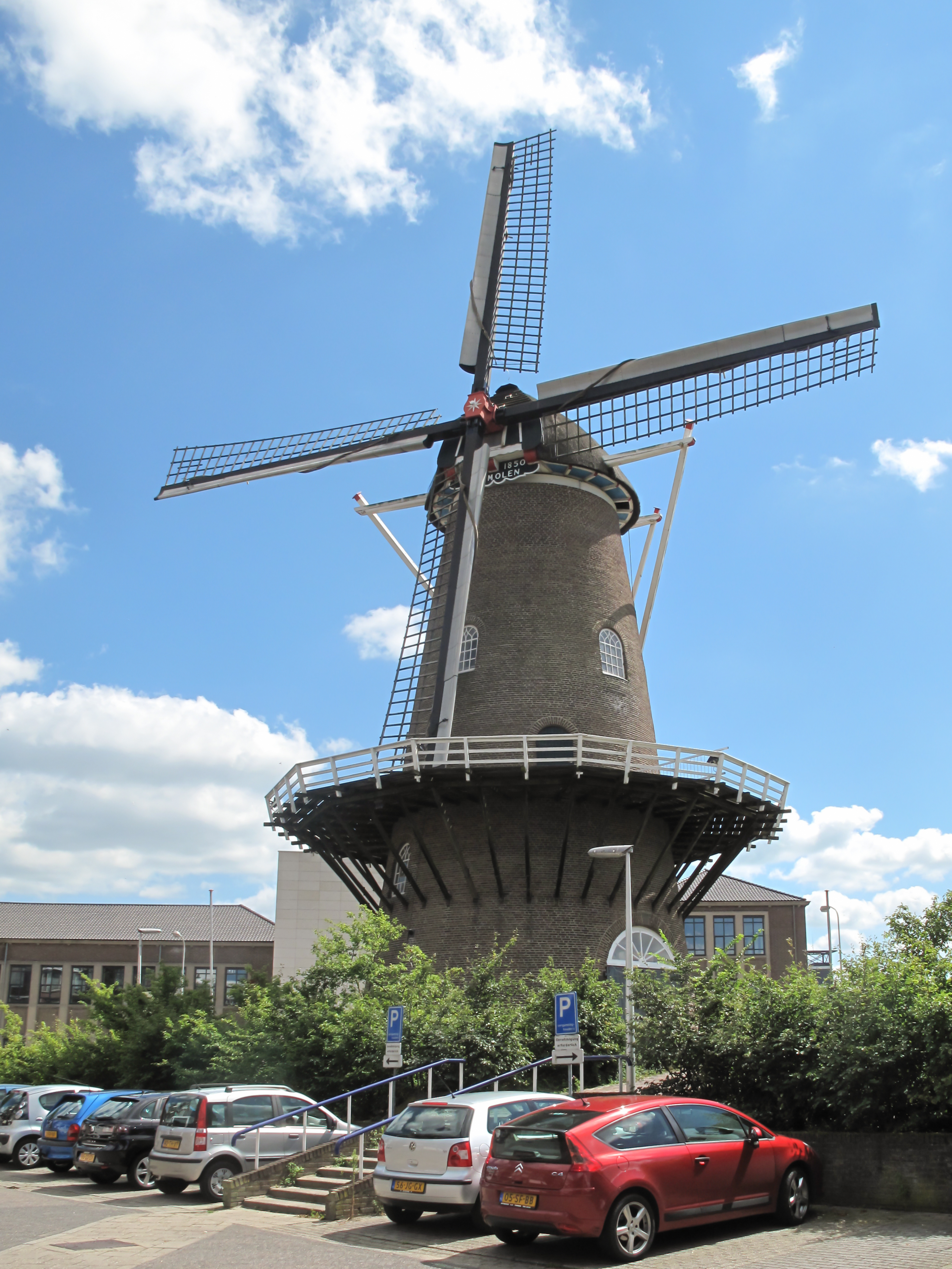
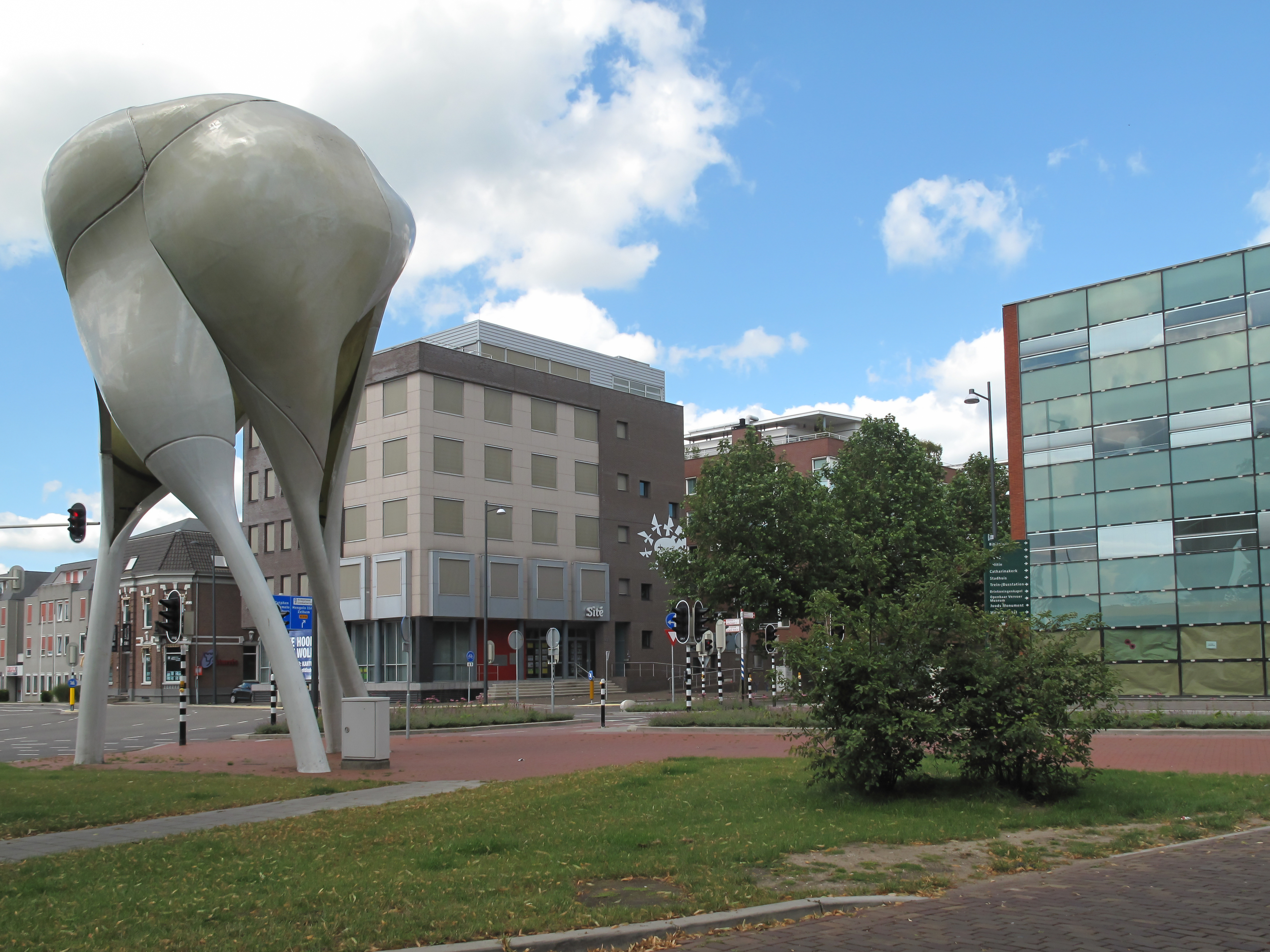
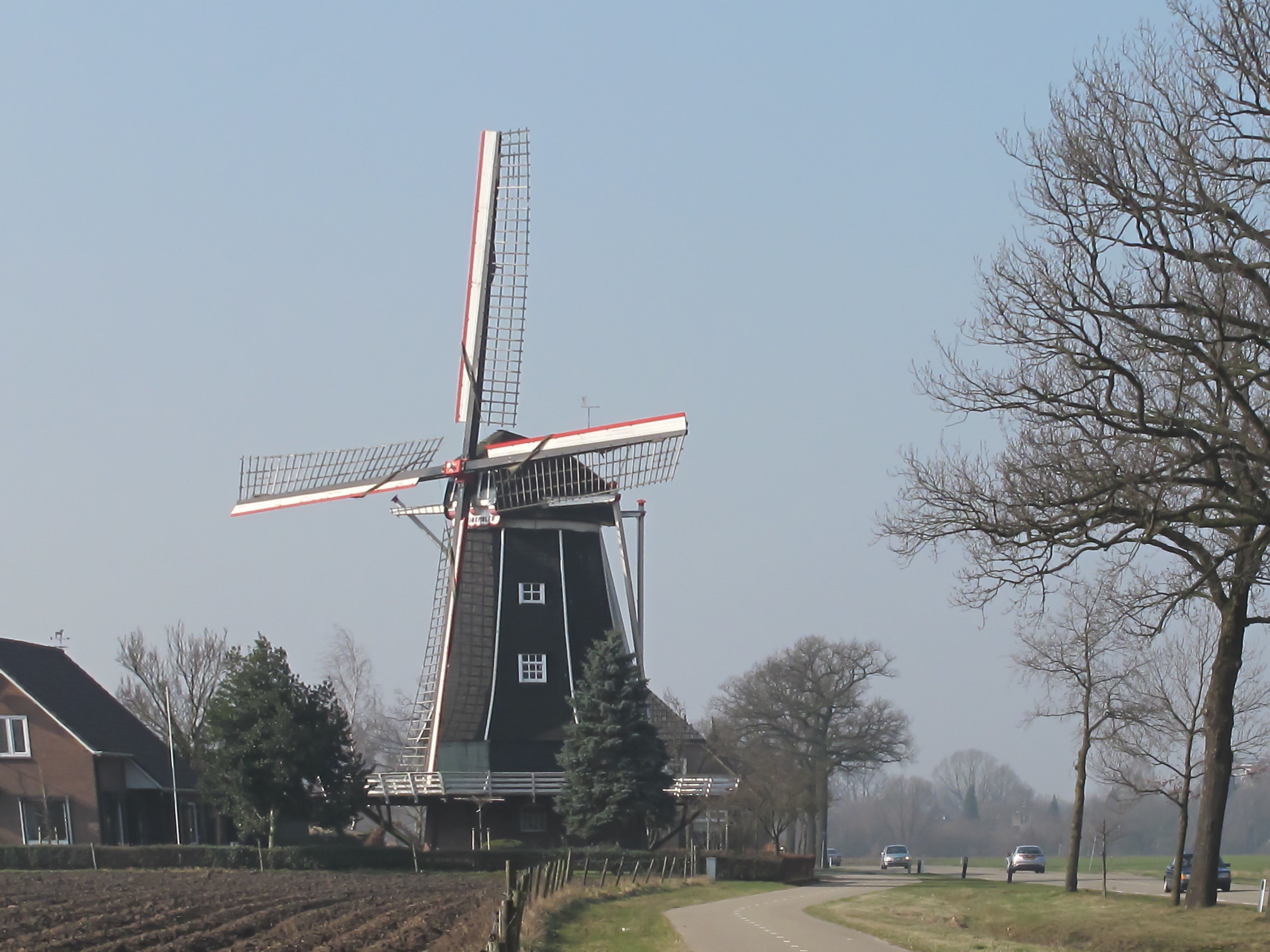
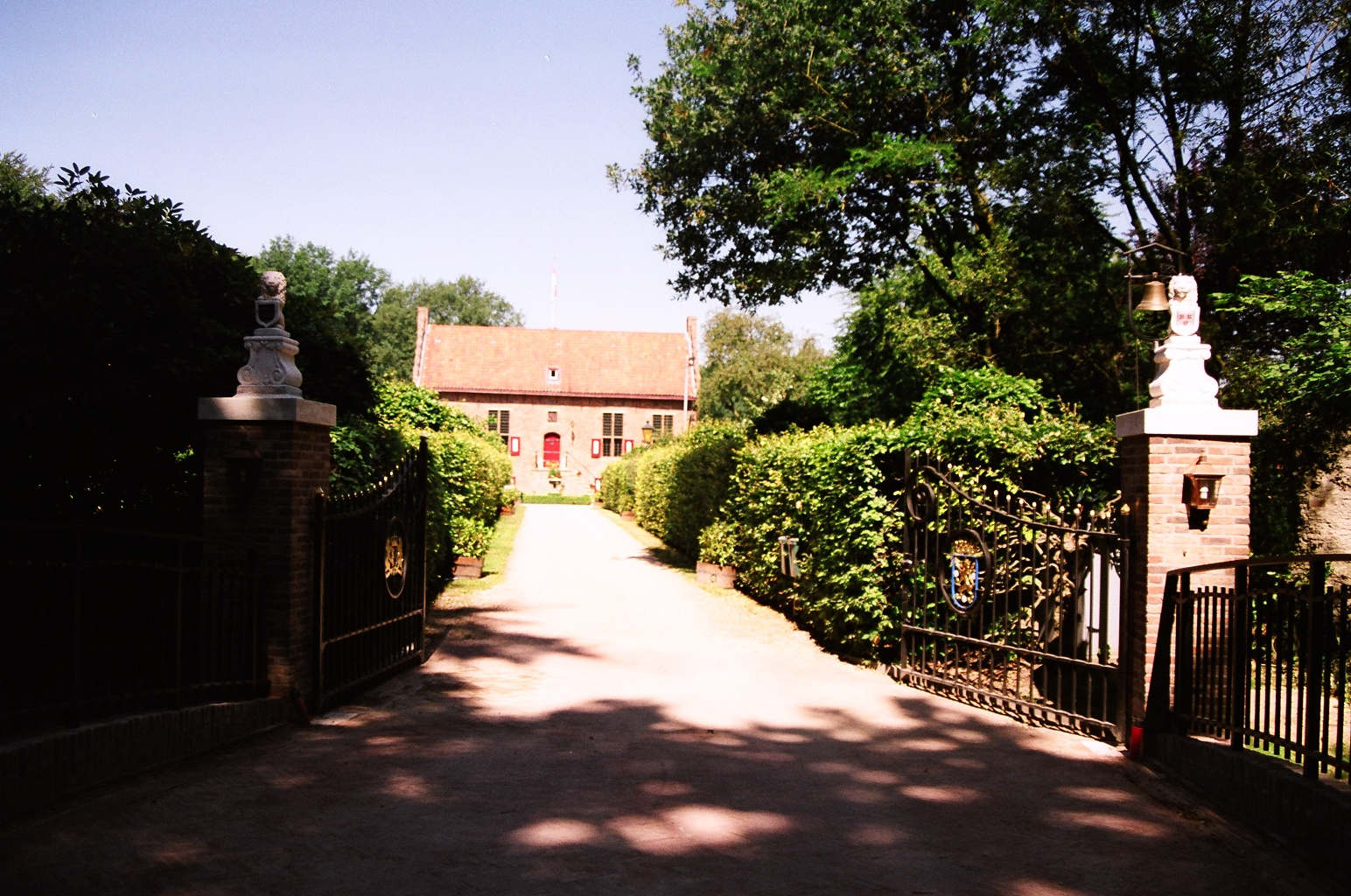
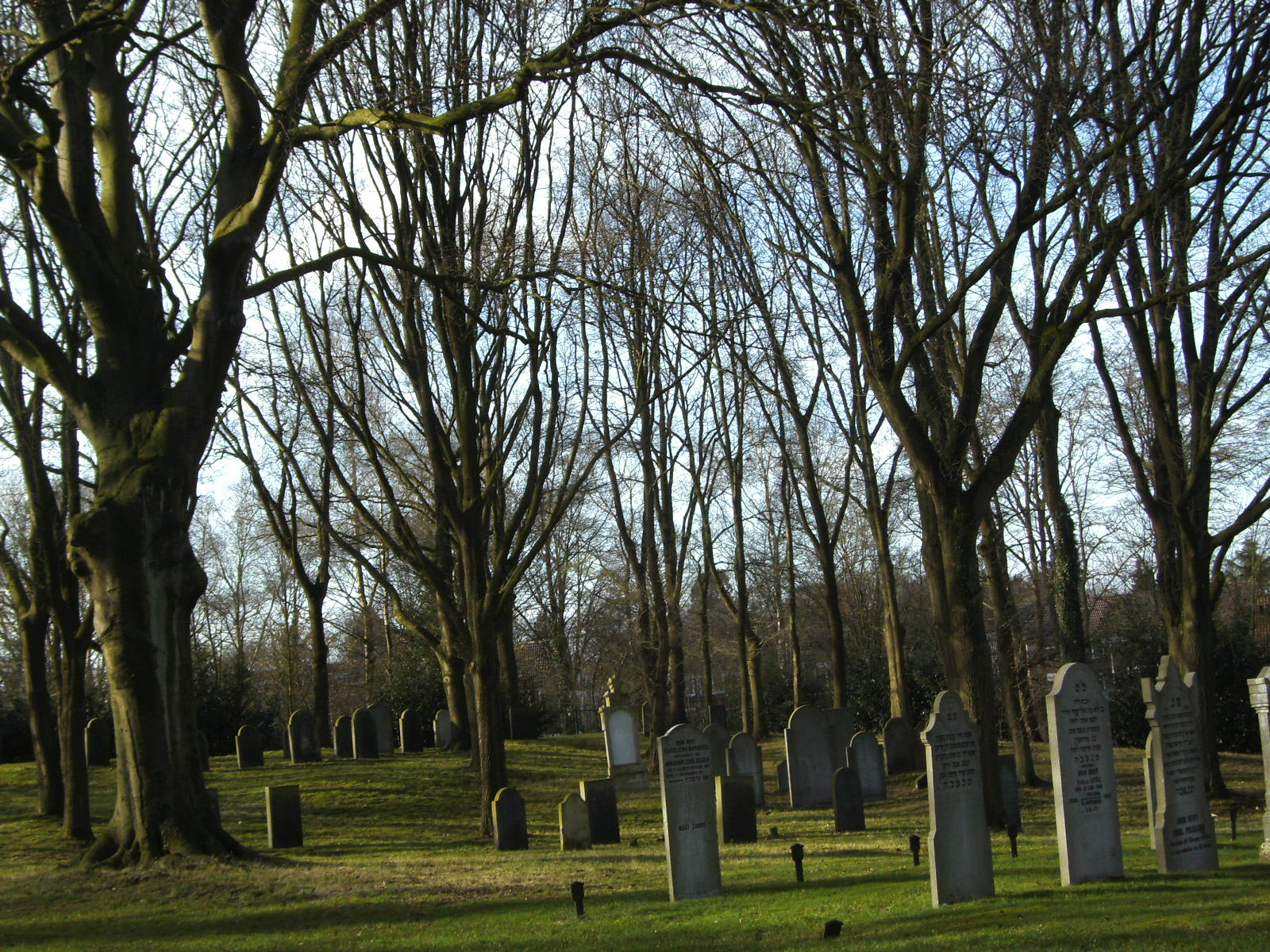

## توأمة
لدوتينخيم اتفاقيات توأمة مع:
- باردوبيتسه (1 سبتمبر 1992 - )

## أعلام
- سام هندريكس
- بول بوسفيلت
- تيد فان دي بافيرت
- أليكساندر بوتنر
- ريتشل هوجينكامب